# Adrian (Georgia)
Adrian – miasto w Stanach Zjednoczonych, w stanie Georgia, w hrabstwie Emanuel.